# Giro di Sicilia (automobilismo)
Il Giro di Sicilia è stata una corsa automobilistica su strada disputatasi per la prima volta nel 1912 e fino al 1914. Venne poi ripresa nel 1948 e disputata fino al 1957. Le prime tre edizioni si svolsero su un percorso di 1.050 km e le altre su uno di 1.080 km. L'edizione finale del 1958 si disputò con la formula di gara di regolarità che prevedeva inoltre alcune prove di velocità in salita.

## Storia
Nel triennio 1912-1914 il percorso si snodava da Palermo e, procedendo in senso orario, toccava Cefalù, Messina, Catania, Siracusa, Noto, Vittoria, Girgenti (l'odierna Agrigento), Castelvetrano, Mazara del Vallo, Marsala, Trapani e tornava a Palermo. Nel periodo 1948-1957 l'itinerario (in senso antiorario) partiva da Palermo e via Trapani, Marsala, Castelvetrano, Sciacca, Agrigento, Caltanissetta, Enna, Gela, Ragusa, Noto, Siracusa, Catania, Messina, Cefalù faceva ritorno a Palermo. In due occasioni inoltre il Giro di Sicilia venne frazionato in due tappe, nel 1913 (prima tappa Palermo-Girgenti, seconda tappa Girgenti-Palermo) e nel 1914 (prima tappa Palermo-Siracusa, seconda tappa Siracusa-Palermo).

## Record
- Percorso del triennio 1912/1914 di 1050 km: 1914/Ernesto Ceirano/SCAT 22-32 HP (4398 cm³)/1050,000 km in 16h51'31"3/5 alla media di 62,282 km/h;
- Percorso del triennio 1948/1950 di 1080 km: 1948/Clemente Biondetti e Igor Troubetzkoy/Ferrari 166DIS S spyder Allemano (1995 cm³)/1080,000 km in 12h10'00" alla media di 88,767 km/h.

Negli anni seguenti, con l'uso di auto più potenti, la media oraria andò diminuendo.